# 古交市
古交市（ここう-し）は中華人民共和国山西省太原市に位置する県級市。

## 歴史
1958年に設置された河口工砿区を前身とする。同年古交工砿区と改称され、1988年に古交市に改編され現在に至る。

## 行政区画
- 街道:東曲街道、西曲街道、桃園街道、屯蘭街道
- 鎮:河口鎮、鎮城底鎮、馬蘭鎮
- 郷:嘉楽泉郷、梭峪郷、岔口郷、常安郷、原相郷、邢家社郷